# Майкл Буравой
Майкл Буравой (англ. Michael Burawoy; 15 червня 1947 — 3 лютого 2025) — британський соціолог, найбільш відомий як автор книги «Виробництво згоди: Зміни в процесі праці в умовах монополістичного капіталізму» і як провідний ініціатор публічної соціології. Був президентом Американської соціологічної асоціації в 2004 році та професором Університету Каліфорнії, Берклі. У 2006—2010 роках був віце-президентом Комітету національних асоціацій Міжнародної соціологічної асоціації. На XVII Всесвітньому соціологічному конгресі був обраний президентом Міжнародної соціологічної асоціації на період 2010—2014 рр.

## Біографія
Закінчивши як математик Кембриджський університет в 1968 році, Буравой поїхав продовжувати навчання в Замбію, яка тоді недавно здобула незалежність, і одночасно працював дослідником в Anglo American PLC. Здобувши ступінь магістра в Університеті Замбії в 1972 році, Буравой вступив на аспірантуру в Університеті Чикаго, де закінчив дисертацію з антропології промислових робітників Чикаго, яку потім видав як книжку «Виробництво згоди: Зміни в процесі праці в умовах монополістичного капіталізму».
Крім соціологічного дослідження промислового робочого місця в Замбії, Буравой вивчав промислові робочі місця в  Чикаго, Угорщині та  пострадянській Росії. Його метод дослідження, як правило, включене спостереження. На підставі своїх досліджень на робочому місці він аналізував природу постколоніалізму, організацію державного соціалізму і проблеми переходу від соціалізму.

## Праці
монографії
- The Colour of Class on the Copper Mines: From African Advancement to Zambianization. Manchester: Manchester University Press, 1972
- Manufacturing Consent: Changes in the Labor Process Under Monopoly Capitalism. Chicago: University of Chicago Press, 1979
- The Politics of Production: Factory Regimes Under Capitalism and Socialism. London: Verso, 1985
- The Radiant Past: Ideology and Reality in Hungary's Road to Capitalism. Chicago: University of Chicago Press, 1992 (With János Lukács)
- The Extended Case Method: Four Countries, Four Decades, Four Great Transformations, and One Theoretical Tradition (University of California Press), 2009

Збірники
- Marxist Inquiries: Studies of Labor, Class and States. Chicago: University of Chicago Press. Supplement to the American Journal of Sociology. Edited with Theda Skocpol, 1983
- Ethnography Unbound: Power and Resistance in the Modern Metropolis. Berkeley: University of California Press, 1991 (With ten coauthors)
- Uncertain Transition: Ethnographies of Change in the PostSocialist World. Lanham, MD: Rowman and Littlefield. Edited with Katherine Verdery, 1998
- От деревянного Парижа к панельной Орбите. Модель жилищных классов Сыктывкара. Сыктывкар: Институт региональных социальных исследований Республики Коми, 1991 (с Кротов П. П., Лыткина Т. С.)
- Global Ethnography: Forces, Connections and Imaginations in a Postmodern World. Berkeley: University of California Press, 2000 (With nine coauthors)